# Quercus praeco
Quercus praeco är en bokväxtart som beskrevs av William Trelease. Quercus praeco ingår i släktet ekar, och familjen bokväxter. IUCN kategoriserar arten globalt som livskraftig. Inga underarter finns listade.